# 18e étape du Tour de France 2022
Pour un article plus général, voir Tour de France 2022.
La 18e étape du Tour de France 2022 se déroule le jeudi 21 juillet 2022 entre Lourdes et Hautacam, sur une distance de 143,2 kilomètres.

## Parcours
Les coureurs prennent le départ de la dix-huitième étape à Lourdes, passent dans la vallée de Batsurguère et se dirigent vers Peyrouse et Saint-Pé-de-Bigorre, en direction du Béarn par Lestelle-Bétharram et Asson.
Le tracé continue avec la montée en vallée d'Ossau en passant par Laruns et les Eaux-Bonnes, avec l’ascension du col d'Aubisque donné à 1 709 m, premier gros obstacle du jour par la route départementale D 918. On enchaine aussitôt avec la montée au col du Soulor donné à 1 471 m en limite des Pyrénées-Atlantiques et des Hautes-Pyrénées.
On attaque la descente dans la vallée de l'Ouzom jusqu'à  Ferrières où l’on bifurque pour emprunter le col de Spandelles (1 378 m) classé en première catégorie, qui est parcouru pour la première fois par le Tour de France,, jusqu'à Gez et on traverse Argelès-Gazost en direction d'Ayros-Arbouix au pied de l’ascension finale pour la quatrième difficulté du jour vers l'arrivée à Hautacam (1 509 m) et 143,2 km de course.

## Déroulement de la course
Dès les premiers kilomètres de l'étape, l'équipe Jumbo-Visma imprime le tempo. Toutefois une échappée se forme avec Wout van Aert, omniprésent durant cette étape, Thibaut Pinot et Daniel Martínez. Au pied du Col de Spandelles, le trio possède 4 minutes d'avance sur le peloton. À 39 kilomètres de l'arrivée, dans la montée du col, Tadej Pogačar attaque, mais Jonas Vingegaard est vigilant, le Slovène tente à quatre reprises de prendre ses distances mais sans succès. Dans la descente, à la suite d'un ennui mécanique, Vingegaard est à deux doigts de chuter. Quelques minutes plus tard, c'est cette fois-ci Pogačar qui finit à terre après une erreur de trajectoire dans un virage, il se relève rapidement et rejoint le maillot jaune qui sportivement l'a attendu. Au moment d'aborder la dernière ascension, le trio de tête n'a plus que 2 minutes 30 secondes sur ses poursuivants. Dans la montée vers Hautacam, le maillot jaune et le maillot blanc reviennent sur les échappés. À 4 kilomètres de l'arrivée, sur un dernier relais de Wout van Aert, Vingegaard prend quelques mètres sur Pogačar, il poursuit son effort seul et remporte l'étape pyrénéenne devant Pogačar qui termine second avec 1 minute et 4 secondes de retard.

## Résultats

### Classement de l'étape
| Classement de la 18e étape | Classement de la 18e étape | Classement de la 18e étape | Classement de la 18e étape | Classement de la 18e étape |
|                            | Coureur                    | Pays                       | Équipe                     | Temps                      |
| -------------------------- | -------------------------- | -------------------------- | -------------------------- | -------------------------- |
| 1er                        | Jonas Vingegaard           | Danemark                   | Jumbo-Visma                | en 3 h 59 min 50 s         |
| 2e                         | Tadej Pogačar              | Slovénie                   | UAE Team Emirates          | + 1 min 4 s                |
| 3e                         | Wout van Aert              | Belgique                   | Jumbo-Visma                | + 2 min 10 s               |
| 4e                         | Geraint Thomas             | Grande-Bretagne            | Ineos Grenadiers           | + 2 min 54 s               |
| 5e                         | David Gaudu                | France                     | Groupama-FDJ               | + 2 min 58 s               |
| 6e                         | Alexey Lutsenko            | Kazakhstan                 | Astana Qazaqstan           | + 3 min 9 s                |
| 7e                         | Daniel Martínez            | Colombie                   | Ineos Grenadiers           | + 3 min 9 s                |
| 8e                         | Sepp Kuss                  | États-Unis                 | Jumbo-Visma                | + 3 min 27 s               |
| 9e                         | Aleksandr Vlasov           | Bannière neutre            | Bora-Hansgrohe             | + 4 min 4 s                |
| 10e                        | Thibaut Pinot              | France                     | Groupama-FDJ               | + 4 min 9 s                |
| modifier                   |                            |                            |                            |                            |

### Bonifications en temps
|   | Coureur          | Pays     | Équipe            | Secondes |
| - | ---------------- | -------- | ----------------- | -------- |
| 1 | Jonas Vingegaard | Danemark | Jumbo-Visma       | 10 s     |
| 2 | Tadej Pogačar    | Slovénie | UAE Team Emirates | 6 s      |
| 3 | Wout van Aert    | Belgique | Jumbo-Visma       | 4 s      |

### Points attribués
| Sprint intermédiaire Laruns (km 58,5) | Sprint intermédiaire Laruns (km 58,5) | Sprint intermédiaire Laruns (km 58,5) | Sprint intermédiaire Laruns (km 58,5) | Sprint intermédiaire Laruns (km 58,5) |
| ------------------------------------- | ------------------------------------- | ------------------------------------- | ------------------------------------- | ------------------------------------- |
|                                       | Coureur                               | Pays                                  | Équipe                                | Point(s)                              |
| 1er                                   | Wout van Aert                         | Belgique                              | Jumbo-Visma                           | 20                                    |
| 2e                                    | Matej Mohorič                         | Slovénie                              | Bahrain Victorious                    | 17                                    |
| 3e                                    | Nils Politt                           | Allemagne                             | Bora-Hansgrohe                        | 15                                    |
| 4e                                    | Amaury Capiot                         | Belgique                              | Arkéa-Samsic                          | 13                                    |
| 5e                                    | Stan Dewulf                           | Belgique                              | AG2R Citroën                          | 11                                    |
| 6e                                    | Andreas Kron                          | Danemark                              | Lotto-Soudal                          | 10                                    |
| 7e                                    | Marco Haller                          | Autriche                              | Bora-Hansgrohe                        | 9                                     |
| 8e                                    | Giulio Ciccone                        | Italie                                | Trek-Segafredo                        | 8                                     |
| 9e                                    | Benjamin Thomas                       | France                                | Cofidis                               | 7                                     |
| 10e                                   | Tiesj Benoot                          | Belgique                              | Jumbo-Visma                           | 6                                     |
| 11e                                   | Franck Bonnamour                      | France                                | B&B Hotels-KTM                        | 5                                     |
| 12e                                   | Maximilian Schachmann                 | Allemagne                             | Bora-Hansgrohe                        | 4                                     |
| 13e                                   | Dylan van Baarle                      | Pays-Bas                              | Ineos Grenadiers                      | 3                                     |
| 14e                                   | Bob Jungels                           | Luxembourg                            | AG2R Citroën                          | 2                                     |
| 15e                                   | Rigoberto Urán                        | Colombie                              | EF Education-EasyPost                 | 1                                     |
| modifier                              |                                       |                                       |                                       |                                       |

| Arrivée d'étape Hautacam (km 143,2) | Arrivée d'étape Hautacam (km 143,2) | Arrivée d'étape Hautacam (km 143,2) | Arrivée d'étape Hautacam (km 143,2) | Arrivée d'étape Hautacam (km 143,2) |
| ----------------------------------- | ----------------------------------- | ----------------------------------- | ----------------------------------- | ----------------------------------- |
|                                     | Coureur                             | Pays                                | Équipe                              | Point(s)                            |
| 1er                                 | Jonas Vingegaard                    | Danemark                            | Jumbo-Visma                         | 20                                  |
| 2e                                  | Tadej Pogačar                       | Slovénie                            | UAE Team Emirates                   | 17                                  |
| 3e                                  | Wout van Aert                       | Belgique                            | Jumbo-Visma                         | 15                                  |
| 4e                                  | Geraint Thomas                      | Grande-Bretagne                     | Ineos Grenadiers                    | 13                                  |
| 5e                                  | David Gaudu                         | France                              | Groupama-FDJ                        | 11                                  |
| 6e                                  | Alexey Lutsenko                     | Kazakhstan                          | Astana Qazaqstan                    | 10                                  |
| 7e                                  | Daniel Martínez                     | Colombie                            | Ineos Grenadiers                    | 9                                   |
| 8e                                  | Sepp Kuss                           | États-Unis                          | Jumbo-Visma                         | 8                                   |
| 9e                                  | Aleksandr Vlasov                    | Bannière neutre                     | Bora-Hansgrohe                      | 7                                   |
| 10e                                 | Thibaut Pinot                       | France                              | Groupama-FDJ                        | 6                                   |
| 11e                                 | Louis Meintjes                      | Afrique du Sud                      | Intermarché-Wanty-Gobert Matériaux  | 5                                   |
| 12e                                 | Carlos Verona                       | Espagne                             | Movistar                            | 4                                   |
| 13e                                 | Nairo Quintana                      | Colombie                            | Arkéa-Samsic                        | 3                                   |
| 14e                                 | Adam Yates                          | Grande-Bretagne                     | Ineos Grenadiers                    | 2                                   |
| 15e                                 | Valentin Madouas                    | France                              | Groupama-FDJ                        | 1                                   |
| modifier                            |                                     |                                     |                                     |                                     |

### Cols et côtes
| Col d'Aubisque (km 76,7) Hors catégorie (16,4 km à 7,1 %) | Col d'Aubisque (km 76,7) Hors catégorie (16,4 km à 7,1 %) | Col d'Aubisque (km 76,7) Hors catégorie (16,4 km à 7,1 %) | Col d'Aubisque (km 76,7) Hors catégorie (16,4 km à 7,1 %) | Col d'Aubisque (km 76,7) Hors catégorie (16,4 km à 7,1 %) |
| --------------------------------------------------------- | --------------------------------------------------------- | --------------------------------------------------------- | --------------------------------------------------------- | --------------------------------------------------------- |
|                                                           | Coureur                                                   | Pays                                                      | Équipe                                                    | Point(s)                                                  |
| 1er                                                       | Giulio Ciccone                                            | Italie                                                    | Trek-Segafredo                                            | 20                                                        |
| 2e                                                        | Thibaut Pinot                                             | France                                                    | Groupama-FDJ                                              | 15                                                        |
| 3e                                                        | Wout van Aert                                             | Belgique                                                  | Jumbo-Visma                                               | 12                                                        |
| 4e                                                        | Valentin Madouas                                          | France                                                    | Groupama-FDJ                                              | 10                                                        |
| 5e                                                        | Tiesj Benoot                                              | Belgique                                                  | Jumbo-Visma                                               | 8                                                         |
| 6e                                                        | Daniel Martínez                                           | Colombie                                                  | Ineos Grenadiers                                          | 6                                                         |
| 7e                                                        | Carlos Verona                                             | Espagne                                                   | Movistar                                                  | 4                                                         |
| 8e                                                        | Enric Mas                                                 | Espagne                                                   | Movistar                                                  | 2                                                         |
| modifier                                                  |                                                           |                                                           |                                                           |                                                           |

| Col de Spandelles (km 110,0) 1re catégorie (10,3 km à 8,3 %) | Col de Spandelles (km 110,0) 1re catégorie (10,3 km à 8,3 %) | Col de Spandelles (km 110,0) 1re catégorie (10,3 km à 8,3 %) | Col de Spandelles (km 110,0) 1re catégorie (10,3 km à 8,3 %) | Col de Spandelles (km 110,0) 1re catégorie (10,3 km à 8,3 %) |
| ------------------------------------------------------------ | ------------------------------------------------------------ | ------------------------------------------------------------ | ------------------------------------------------------------ | ------------------------------------------------------------ |
|                                                              | Coureur                                                      | Pays                                                         | Équipe                                                       | Point(s)                                                     |
| 1er                                                          | Wout van Aert                                                | Belgique                                                     | Jumbo-Visma                                                  | 10                                                           |
| 2e                                                           | Daniel Martínez                                              | Colombie                                                     | Ineos Grenadiers                                             | 8                                                            |
| 3e                                                           | Thibaut Pinot                                                | France                                                       | Groupama-FDJ                                                 | 6                                                            |
| 4e                                                           | Carlos Verona                                                | Espagne                                                      | Movistar                                                     | 4                                                            |
| 5e                                                           | Alexey Lutsenko                                              | Kazakhstan                                                   | Astana Qazaqstan                                             | 2                                                            |
| 6e                                                           | Valentin Madouas                                             | France                                                       | Groupama-FDJ                                                 | 1                                                            |
| modifier                                                     |                                                              |                                                              |                                                              |                                                              |

| \| Hautacam (km 143,2) Hors catégorie (13,6 km à 7,8 %) \| Hautacam (km 143,2) Hors catégorie (13,6 km à 7,8 %) \| Hautacam (km 143,2) Hors catégorie (13,6 km à 7,8 %) \| Hautacam (km 143,2) Hors catégorie (13,6 km à 7,8 %) \| Hautacam (km 143,2) Hors catégorie (13,6 km à 7,8 %) \| \| ---------------------------------------------------- \| ---------------------------------------------------- \| ---------------------------------------------------- \| ---------------------------------------------------- \| ---------------------------------------------------- \| \| \| Coureur \| Pays \| Équipe \| Point(s) \| \| 1er \| Jonas Vingegaard \| Danemark \| Jumbo-Visma \| 20 \| \| 2e \| Tadej Pogačar \| Slovénie \| UAE Team Emirates \| 15 \| \| 3e \| Wout van Aert \| Belgique \| Jumbo-Visma \| 12 \| \| 4e \| Geraint Thomas \| Grande-Bretagne \| Ineos Grenadiers \| 10 \| \| 5e \| David Gaudu \| France \| Groupama-FDJ \| 8 \| \| 6e \| Alexey Lutsenko \| Kazakhstan \| Astana Qazaqstan \| 6 \| \| 7e \| Daniel Martínez \| Colombie \| Ineos Grenadiers \| 4 \| \| 8e \| Sepp Kuss \| États-Unis \| Jumbo-Visma \| 2 \| \| modifier \| \| \| \| \| |                  |                 |                   |          |
| Hautacam (km 143,2) Hors catégorie (13,6 km à 7,8 %) |                  |                 |                   |          |
| | Coureur          | Pays            | Équipe            | Point(s) |
| 1er | Jonas Vingegaard | Danemark        | Jumbo-Visma       | 20       |
| 2e | Tadej Pogačar    | Slovénie        | UAE Team Emirates | 15       |
| 3e | Wout van Aert    | Belgique        | Jumbo-Visma       | 12       |
| 4e | Geraint Thomas   | Grande-Bretagne | Ineos Grenadiers  | 10       |
| 5e | David Gaudu      | France          | Groupama-FDJ      | 8        |
| 6e | Alexey Lutsenko  | Kazakhstan      | Astana Qazaqstan  | 6        |
| 7e | Daniel Martínez  | Colombie        | Ineos Grenadiers  | 4        |
| 8e | Sepp Kuss        | États-Unis      | Jumbo-Visma       | 2        |
| modifier |                  |                 |                   |          |

### Prix de la combativité
- Wout van Aert  (Jumbo-Visma)

## Classements à l'issue de l'étape

### Classement général
| Classement général | Classement général | Classement général | Classement général                 | Classement général  |
|                    | Coureur            | Pays               | Équipe                             | Temps               |
| ------------------ | ------------------ | ------------------ | ---------------------------------- | ------------------- |
| 1er                | Jonas Vingegaard   | Danemark           | Jumbo-Visma                        | en 71 h 53 min 34 s |
| 2e                 | Tadej Pogačar      | Slovénie           | UAE Team Emirates                  | + 3 min 26 s        |
| 3e                 | Geraint Thomas     | Grande-Bretagne    | Ineos Grenadiers                   | + 8 min 0 s         |
| 4e                 | David Gaudu        | France             | Groupama-FDJ                       | + 11 min 5 s        |
| 5e                 | Nairo Quintana     | Colombie           | Arkéa-Samsic                       | + 13 min 35 s       |
| 6e                 | Louis Meintjes     | Afrique du Sud     | Intermarché-Wanty-Gobert Matériaux | + 13 min 43 s       |
| 7e                 | Aleksandr Vlasov   | Bannière neutre    | Bora-Hansgrohe                     | + 14 min 10 s       |
| 8e                 | Romain Bardet      | France             | Team DSM                           | + 16 min 11 s       |
| 9e                 | Alexey Lutsenko    | Kazakhstan         | Astana Qazaqstan                   | + 20 min 9 s        |
| 10e                | Adam Yates         | Grande-Bretagne    | Ineos Grenadiers                   | + 20 min 17 s       |
| modifier           |                    |                    |                                    |                     |

| Classement par points | Classement par points | Classement par points | Classement par points   | Classement par points |
| --------------------- | --------------------- | --------------------- | ----------------------- | --------------------- |
|                       | Coureur               | Pays                  | Équipe                  | Point(s)              |
| 1er                   | Wout van Aert         | Belgique              | Jumbo-Visma             | 451 points            |
| 2e                    | Tadej Pogačar         | Slovénie              | UAE Team Emirates       | 219 pts               |
| 3e                    | Jasper Philipsen      | Belgique              | Alpecin-Deceuninck      | 196 pts               |
| 4e                    | Mads Pedersen         | Danemark              | Trek-Segafredo          | 158 pts               |
| 5e                    | Fabio Jakobsen        | Pays-Bas              | Quick-Step Alpha Vinyl  | 155 pts               |
| 6e                    | Jonas Vingegaard      | Danemark              | Jumbo-Visma             | 135 pts               |
| 7e                    | Michael Matthews      | Australie             | Team BikeExchange-Jayco | 133 pts               |
| 8e                    | Christophe Laporte    | France                | Jumbo-Visma             | 121 pts               |
| 9e                    | Peter Sagan           | Slovaquie             | TotalEnergies           | 104 pts               |
| 10e                   | Fred Wright           | Grande-Bretagne       | Bahrain Victorious      | 83 pts                |
| modifier              |                       |                       |                         |                       |

| Classement du meilleur grimpeur | Classement du meilleur grimpeur | Classement du meilleur grimpeur | Classement du meilleur grimpeur    | Classement du meilleur grimpeur |
| ------------------------------- | ------------------------------- | ------------------------------- | ---------------------------------- | ------------------------------- |
|                                 | Coureur                         | Pays                            | Équipe                             | Point(s)                        |
| 1er                             | Jonas Vingegaard                | Danemark                        | Jumbo-Visma                        | 72 points                       |
| 2e                              | Simon Geschke                   | Allemagne                       | Cofidis                            | 64 pts                          |
| 3e                              | Giulio Ciccone                  | Italie                          | Trek-Segafredo                     | 61 pts                          |
| 4e                              | Tadej Pogačar                   | Slovénie                        | UAE Team Emirates                  | 61 pts                          |
| 5e                              | Wout van Aert                   | Belgique                        | Jumbo-Visma                        | 59 pts                          |
| 6e                              | Thibaut Pinot                   | France                          | Groupama-FDJ                       | 52 pts                          |
| 7e                              | Louis Meintjes                  | Afrique du Sud                  | Intermarché-Wanty-Gobert Matériaux | 39 pts                          |
| 8e                              | Neilson Powless                 | États-Unis                      | EF Education-EasyPost              | 37 pts                          |
| 9e                              | Pierre Latour                   | France                          | TotalEnergies                      | 35 pts                          |
| 10e                             | Geraint Thomas                  | Grande-Bretagne                 | Ineos Grenadiers                   | 32 pts                          |
| modifier                        |                                 |                                 |                                    |                                 |

| Classement général du meilleur jeune | Classement général du meilleur jeune | Classement général du meilleur jeune | Classement général du meilleur jeune | Classement général du meilleur jeune |
|                                      | Coureur                              | Pays                                 | Équipe                               | Temps                                |
| ------------------------------------ | ------------------------------------ | ------------------------------------ | ------------------------------------ | ------------------------------------ |
| 1er                                  | Tadej Pogačar                        | Slovénie                             | UAE Team Emirates                    | en 71 h 57 min 0 s                   |
| 2e                                   | Tom Pidcock                          | Grande-Bretagne                      | Ineos Grenadiers                     | + 49 min 34 s                        |
| 3e                                   | Brandon McNulty                      | États-Unis                           | UAE Team Emirates                    | + 1 h 20 min 14 s                    |
| 4e                                   | Matteo Jorgenson                     | États-Unis                           | Movistar                             | + 1 h 27 min 56 s                    |
| 5e                                   | Andreas Leknessund                   | Norvège                              | Team DSM                             | + 1 h 49 min 54 s                    |
| 6e                                   | Michael Storer                       | Australie                            | Groupama-FDJ                         | + 2 h 7 min 30 s                     |
| 7e                                   | Georg Zimmermann                     | Allemagne                            | Intermarché-Wanty-Gobert Matériaux   | + 2 h 28 min 12 s                    |
| 8e                                   | Kevin Geniets                        | Luxembourg                           | Groupama-FDJ                         | + 2 h 39 min 13 s                    |
| 9e                                   | Fred Wright                          | Grande-Bretagne                      | Bahrain Victorious                   | + 3 h 0 min 20 s                     |
| 10e                                  | Quinn Simmons                        | États-Unis                           | Trek-Segafredo                       | + 3 h 11 min 8 s                     |
| modifier                             |                                      |                                      |                                      |                                      |

| Classement par équipes | Classement par équipes | Classement par équipes | Classement par équipes |
|                        | Équipe                 | Pays                   | Temps                  |
| ---------------------- | ---------------------- | ---------------------- | ---------------------- |
| 1re                    | Ineos Grenadiers       | Grande-Bretagne        | en 216 h 2 min 48 s    |
| 2e                     | Groupama-FDJ           | France                 | + 32 min 57 s          |
| 3e                     | Jumbo-Visma            | Pays-Bas               | + 41 min 41 s          |
| 4e                     | Bora-Hansgrohe         | Allemagne              | + 1 h 44 min 59 s      |
| 5e                     | Movistar               | Espagne                | + 2 h 0 min 27 s       |
| 6e                     | UAE Team Emirates      | Émirats arabes unis    | + 2 h 7 min 5 s        |
| 7e                     | Bahrain Victorious     | Bahreïn                | + 2 h 53 min 30 s      |
| 8e                     | Team DSM               | Pays-Bas               | + 3 h 17 min 25 s      |
| 9e                     | Israel-Premier Tech    | Israël                 | + 3 h 46 min 19 s      |
| 10e                    | Arkéa-Samsic           | France                 | + 3 h 49 min 30 s      |
| modifier               |                        |                        |                        |

## Abandons
Trois coureurs quittent le Tour lors de cette étape :
- Imanol Erviti (Movistar) : non partant, test positif au Covid-19[6]
- Damiano Caruso (Bahrain Victorious) : non partant, test positif au Covid-19[6]
- Christopher Froome (Israel-Premier Tech) : non partant, test positif au Covid-19[7]